# Згорня Ложниця
Згорня Ложниця (словен. Zgornja Ložnica) — поселення в общині Словенська Бистриця, Подравський регіон‎, Словенія.